# 삼성 갤럭시 A9 프로 (2019)
삼성 갤럭시 A9 프로는 글로벌에서 판매되고 있는 삼성전자의 안드로이드 스마트폰이며 삼성 갤럭시 A9 (2019)의 후속 기종이다. 삼성 갤럭시 A9 (2019)보다 성능부분에서 더 높다. 한국에서도 출시가 되었다.